# 大迪亞曼特施托克山
46°35′33″N 8°14′36″E / 46.59250°N 8.24333°E

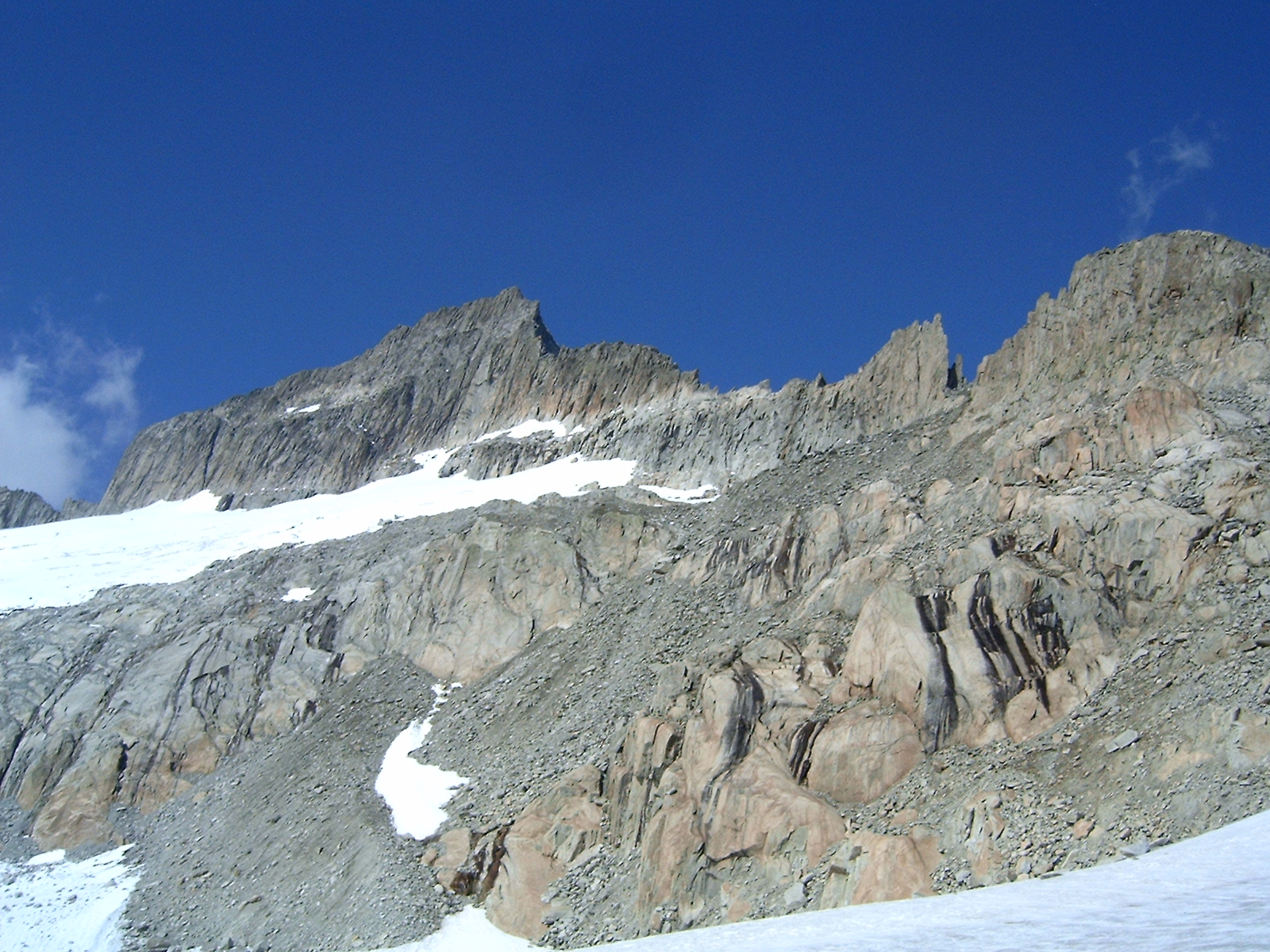

大迪亞曼特施托克山（Grosser Diamantstock），是瑞士的山峰，位於該國中部，由伯恩州負責管轄，屬於伯爾尼山的一部分，海拔高度3,162米，每年平均降雨量2,465毫米，人類在1893年8月14日首次登頂。